# 謝隆廣
謝隆廣（1943年9月14日—），臺灣臺南市人，作曲家、音樂教育工作者。畢業於臺灣師範大學音樂系、維也納高等音樂暨表演藝術學院等校。長期任教於臺灣師範大學音樂系、師大附中等校。2023年被指控在數十年間性騷擾女學生，受害者年齡層遍及小學至大學。

## 經歷
1959年進入臺灣省立臺南師範學校（今國立臺南大學）學習鍵盤樂器，1962年改學鋼琴。畢業後，曾在臺南海東國小、日新國小擔任音樂科專任教師。期間自習和聲學與作曲，曾獲陳茂萱指導。
1965年進入臺南師範專科學校，於1967年畢業，後赴臺北任教。
1970年起師從許常惠學習理論與作曲，從劉淑美學習鋼琴，隨張寬容與李家襄學習大提琴。
1973年獲保送進入臺灣師範大學音樂系就讀。
1978年，成為師大附中音樂科專任教師，籌辦音樂實驗班，為臺灣首創之公立高中音樂班。期間隨盧炎學習對位法與作曲。
1985年起於師大音樂學系擔任講師。
1989年，赴維也納高等音樂暨表演藝術學院（現為維也納音樂暨表演藝術大學）進修。

## 爭議
2023年6月，一名女網友指控她國二在謝隆廣家中上個別課時，謝隆廣將手伸進她的裙子中摸大腿，以及按壓肩膀，當時其他同學也有類似遭遇。文章公開後，謝隆廣僅私訊女網友，而未公開道歉。女網友表示無法接受，因為謝隆廣的性騷擾行為長達數十年，受害者年齡層遍及小學至大學，謝隆廣欠所有人一個道歉。謝隆廣後於6月24日在臉書發出道歉文章。